# Форселл, Виктор
Ви́ктор Ре́йнхольд Фо́рсселл (19 июня 1846, Сала, Вестманланд — 16 августа 1931, Накка, Стокгольм) — шведский художник-пейзажист.

## Биография
Родился в Сала, Вестманланд. Его отец был добытчиком серебра, мать — дочерью местного мельника. С 1855 по 1861 год брал уроки рисования в художественной школе Сала. В 1865 году зачислен в Шведскую королевскую академию свободных искусств. Его учителями были пейзажисты Юхан Берг и Пер Даниэль Холм.
В 1877 году за свой счёт отправился в учебную поездку в Дюссельдорф, Париж, Лондон и Антверпен. После возвращения из поездки вместе со своим другом Пером Экстрёмом провёл лето на острове Готланд. В 1887 году стал членом Академии художеств. В 1890-х годах посетил Данию, Норвегию и Англию. После смерти своей матери, обратился к пантеизму и учению Елены Блаватской.
После конца Первой мировой войны остался забытым. В начале 1920-х годов упал и передвигался на костылях. Скончался в санатории города Скуруксундет.

## Галерея

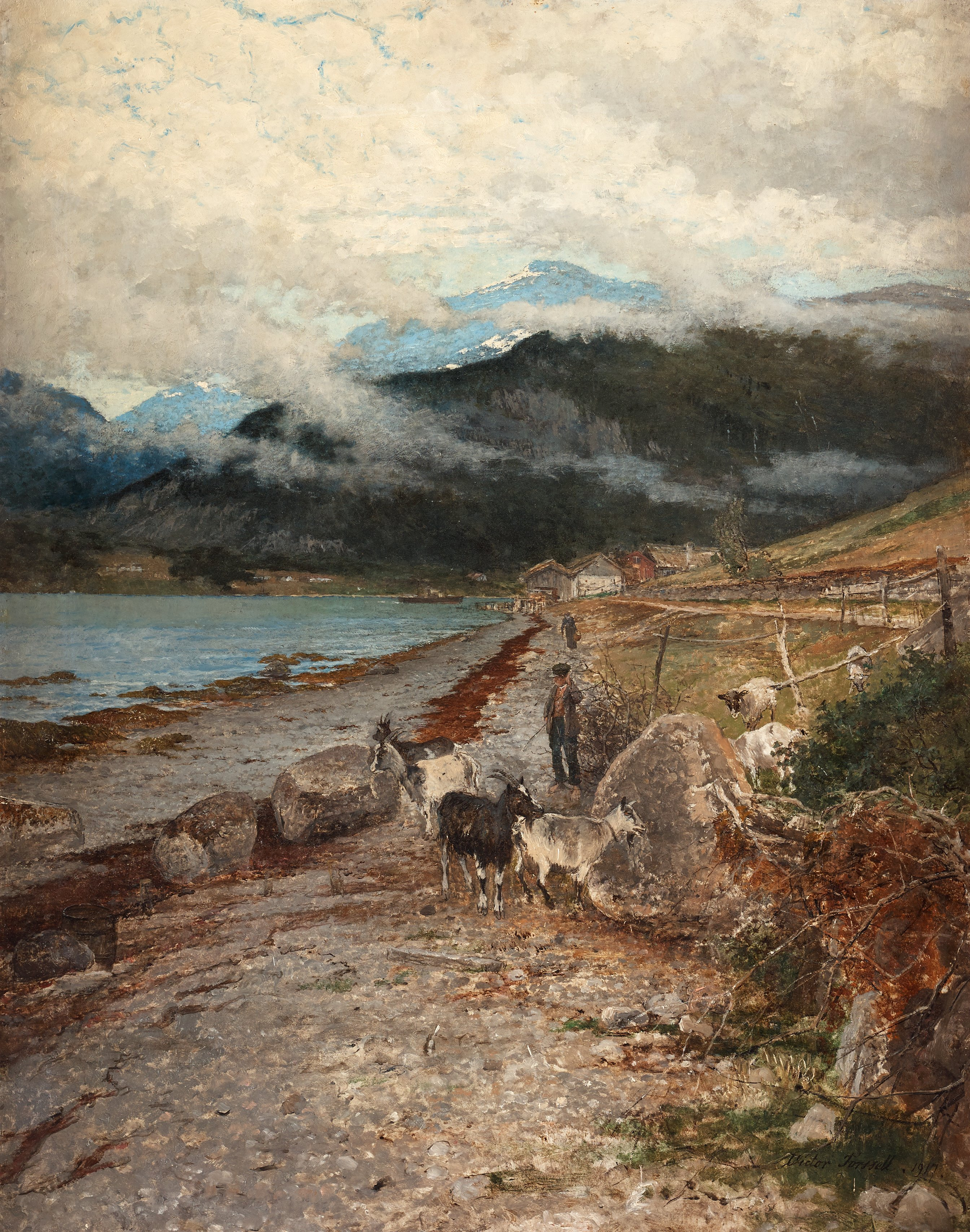
Мальчик со стадом коз (1917)
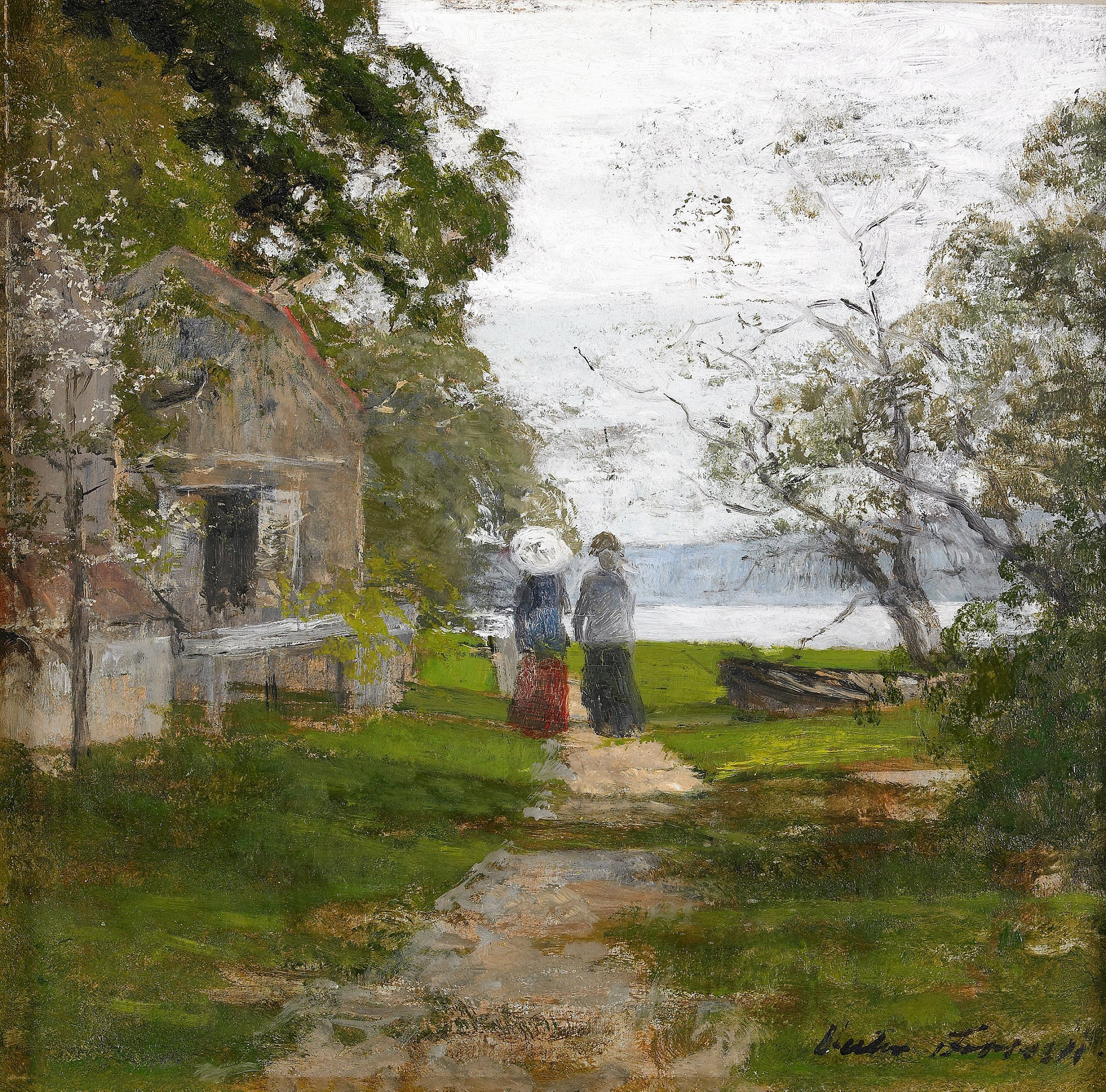
Прогулка по Юргордену
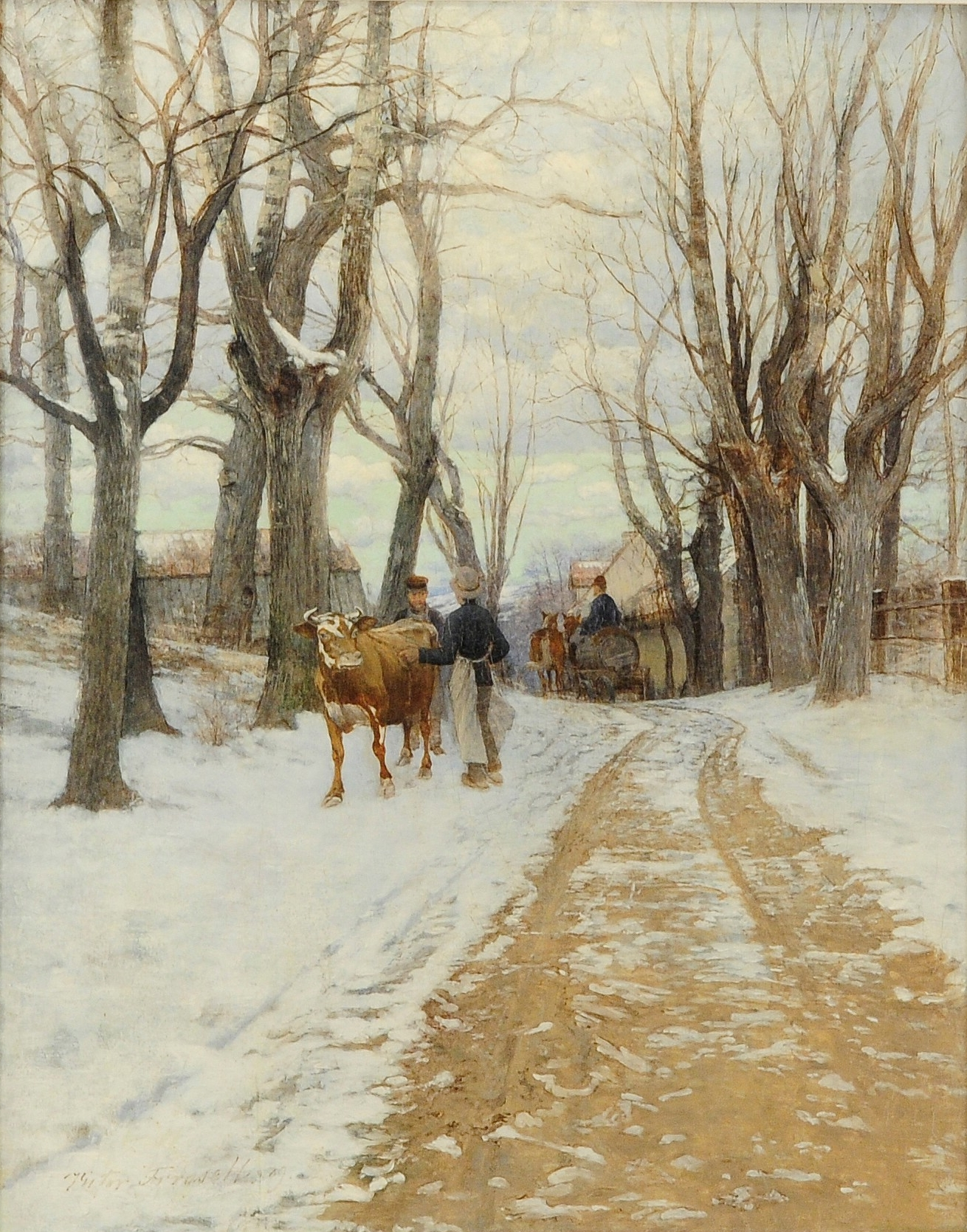
Зимняя дорога (1888)